# Lugo di Vicenza
Lugo di Vicenza este o comună din provincia Vicenza, regiunea Veneto, Italia, cu o populație de 3.560 locuitori (1 ianuarie 2023) și o suprafață de 14,56 km².

## Demografie
Lugo di Vicenza - evoluția demografică

|  | Graficele sunt indisponibile din cauza unor probleme tehnice. Mai multe informații se găsesc la Phabricator și la wiki-ul MediaWiki. |

Date: Recensăminte sau birourile de statistică - grafică realizată de Wikipedia